# James Frencham
James Frencham war ein britischer Apotheker, der 1581 in Moskau die wohl erste Hofapotheke in Russland eröffnete.

## Leben und Wirken
Er kehrte zwischenzeitlich (1584) nach England zurück, kam aber im November 1602 erneut und endgültig nach Moskau auf Wunsch von Zar Boris Godunow und mit einem Empfehlungsschreiben von Königin Elisabeth I. Er brachte dabei seine Frau, zwei Söhne und drei Töchter mit. Auf dem Weg nach Russland reiste er durch Deutschland und das Baltikum und berichtete von Verheerungen durch die Pest.
Er brachte 1581 und 1602 eine ganze Reihe von Arzneien mit nach Russland, deren Verzeichnis erhalten ist. Unter den Arzneien waren viele aus Pflanzenstoffen, oft mit Zucker haltbar gemacht, unter anderem Opium, Campher, Sennablätter, Zimt, Schwefelblüte, Harzeibe (Diacrydium), Kalmus, Aloe aus China, Cantharidin, Weiße Meerzwiebel (Squilla), Manna, Rhabarber aus Persien. Dagegen fanden sich kaum tierische Arzneien, da diese teilweise in Russland verboten waren (z. B. Theriak, da diesem Schlangenfleisch beigemischt war, Moschus, Bibergeil). Die Apotheke war im Kreml und prunkvoll eingerichtet. Sie war nur für die Zarenfamilie und mit Genehmigung des Zaren einzelne Bojaren. Gewöhnliche Moskauer gingen zu Kräuterbuden.
Seine Apotheke blieb lange die einzige wirkliche Apotheke in Moskau, 1672 kam auf Befehl des Zaren eine zweite außerhalb des Kreml hinzu.
Die Frage ob er der erste Apotheker im Dienst des Zaren war, ist umstritten, da der Niederländer Arent Claessen van Stellingwerf ein weiterer Kandidat ist, der möglicherweise schon 1576 im Zarendienst war. Möglicherweise gab es auch schon vorher eine russische Hofapotheke (wofür besonders russische Medizinhistoriker plädierten), die aber weniger gut bestückt war.